# Emiliano Bogado
Emiliano Bogado (Ushuaia, Provincia de Tierra del Fuego; 18 de noviembre de 1997) es un futbolista argentino. Juega como mediocampista por derecha y su primer equipo fue Vélez Sarsfield. Actualmente juega en Douglas Haig de Pergaminodel Torneo Federal A.

## Trayectoria

### Vélez Sarsfield
Luego de jugar al fútbol en su provincia natal, Tierra del Fuego, llegó al club de Liniers en 2013. Al año siguiente, fue elevado a AFA tras jugar en Liga Metropolitana. 
En 2015, tuvo la posibilidad de ocupar un lugar en el banco de suplentes de la mano de Miguel Ángel Russo, aunque no llegó a debutar en primera. Una lesión lo marginó nuevamente a las divisiones inferiores.
En 2017 firmó su primer contrato como profesional, que lo vincula con el club hasta 2019. Hizo su debut oficial el 20 de noviembre de 2017, como visitante en la derrota 1 a 0 frente a Huracán.

### Santamarina de Tandil
Con la llegada al club de Gabriel Heinze, el jugador no fue tenido en cuenta a lo largo de la Superliga. Por esta razón, en julio de 2018, es cedido a Santamarina de Tandil por un año y sin opción de compra, con el objetivo de sumar experiencia y ayudar al club en la lucha por no descender de la Primera B Nacional.
Terminó su paso por el club aurinegro con 23 partidos jugados, teniendo un buen nivel y logrando el objetivo de evitar el descenso.

### Vélez Sarsfield
Luego de finalizar su préstamo, recibe la noticia de que iba a ser tenido en cuenta por Heinze para el primer equipo, por lo que regresa con la esperanza de obtener un lugar entre los titulares.

## Clubes
| Club                      | País      | Año       |
| ------------------------- | --------- | --------- |
| Vélez Sarsfield           | Argentina | 2015-2018 |
| Santamarina de Tandil     | Argentina | 2018-2019 |
| Vélez Sarsfield           | Argentina | 2019-2020 |
| Alvarado de Mar del Plata | Argentina | 2020-2021 |
| Atlético Paraná           | Argentina | 2022-Act. |